# Precoz Roja
Precoz Roja es el nombre de una variedad cultivar de manzano (Malus domestica). Esta manzana está cultivada en la colección de germoplasma de manzanas del CSIC. Así mismo está cultivada en diversos viveros entre ellos algunos dedicados a conservación de árboles frutales en peligro de desaparición. Esta manzana es originaria de Cantabria, donde tuvo su mejor época de cultivo comercial antes de la década de 1960, y actualmente en menor medida aún se encuentra.

## Sinónimos
- "Manzana Precoz Roja",[6][8]
- "Precoz Roja 411".[9]

## Historia
Cantabria presenta unas condiciones de clima y de suelos excelentes para el cultivo del manzano. De hecho, hasta mediados del siglo XX Cantabria tenía una gran variedad de manzanas tradicionales que surtían la demanda de manzanas de mesa en la zona. A partir de la década de 1960 estas fueron decayendo paulatinamente en su comercialización, en detrimento de variedades selectas extranjeras que dominan el mercado actual. Hay varias manzanas tradicionales que se están intentando recuperar por el CIFA, en Muriedas (Centro de Investigación y Formación Agraria de Cantabria).
'Precoz Roja' está considerada incluida en las variedades locales autóctonas muy antiguas, cuyo cultivo se centraba en comarcas muy definidas. Se caracterizaban por su buena adaptación a sus ecosistemas y podrían tener interés genético en virtud de su adaptación. Se encontraban diseminadas por todas las regiones fruteras españolas, aunque eran especialmente frecuentes en la España húmeda. Estas se podían clasificar en dos subgrupos: de mesa y de sidra (aunque algunas tenían aptitud mixta).
'Precoz Roja' es una variedad mixta, clasificada como de mesa, también se utiliza en la elaboración de sidra; difundido su cultivo en el pasado por los viveros comerciales y cuyo cultivo en la actualidad se ha reducido a huertos familiares y jardines privados.

## Características
El manzano de la variedad 'Precoz Roja' tiene un vigor medio; florece a inicios de mayo; tubo del cáliz pequeño y cónico o en embudo corto, y con los estambres situados marginalmente.
La variedad de manzana 'Precoz Roja' tiene un fruto de tamaño pequeño; forma redondeada y aplanada en ambos polos, a veces inclinada de un lado, y con contorno regular o levemente asimétrico; piel suavemente untuosa; con color de fondo amarillo, sobre color rojo, intensidad de sobre color alto, reparto del sobre color en Chapa / rayas, presenta chapa rojo granate a rojo oscuro con pinceladas más o menos intensas, acusa punteado muy vistoso, ruginoso y repartido, aunque se hace más perceptible desde la cavidad peduncular a la media del fruto, y una sensibilidad al "russeting" (pardeamiento áspero superficial que presentan algunas variedades) débil; pedúnculo medianamente corto, fino, leñoso y rojizo, más ancho en la parte externa y a veces formando engrosamiento, anchura de la cavidad peduncular es relativamente ancha, profundidad de la cavidad pedúncular profunda, con chapa ruginosa que suele rebasar la cavidad, borde ondulado o liso, y con importancia del "russeting" en cavidad peduncular fuerte; anchura de la cavidad calicina de anchura media, profundidad de la cav. calicina poco profunda o superficial, fruncida y formando roseta perlada, con borde suavemente ondulado, y con importancia del "russeting" en cavidad calicina débil; ojo de tamaño pequeño, cerrado; sépalos compactos en la base y partidos, color verde oscuro.
Carne de color blanco-crema teñida de rojo rosado bajo la epidermis que se intensifica hacia la zona superior, esta coloración de más o menos anchura se aprecia también entre la carne por fibras y zonas dejando tan solo libre el corazón; textura crujiente, jugosa; sabor fuertemente acidulado; corazón pequeño, centrado, bulbiforme; eje cerrado; celdas semi-arriñonadas, casi esféricas; semillas tamaño normal y de color marrón rojizo.
La manzana 'Precoz Roja' tiene una época de maduración y recolección extra temprana en el verano, se recolecta desde finales de junio hasta finales de julio. Tiene uso mixto pues se usa como manzana de mesa fresca, y también como manzana para elaboración de sidra.